# Марин, Иван Никитович
Иван Никитович (или Никитич) Ма́рин (1905—1983) — советский российский актёр театра и кино, театральный режиссёр. Народный артист СССР (1975).

## Биография
Иван Марин родился 6 (19) января 1905 года в Переславле-Залесском (ныне — в Ярославской области).
В 1913—1915 годах учился в начальной школе, в 1920—1921 — в художественной школе по классу живописи, в 1921—1922 — в школе взрослых повышенного плана в Переславле-Залесском, в 1922—1923 — в районной партийной советской школе в Вязниках. В 1923—1926 годах — на комсомольской работе в Вязниках и Переславле-Залесском.
В 1926—1927 годах — руководитель драматического кружка рабочего клуба фабрики «Красное эхо» в Переславле-Залесском, в 1927 — артист Переславль-Залесского драматического театра, в 1927—1928 — Серпуховского городского театра, в 1928 — Глуховского театра, в 1928—1929 — Ржевского театра, в 1929 — Бежецкого театра, в 1929—1930 — Дзержинского театра, в 1930—1931 — Курганского драматического театра, в 1931 — Соликамского театра, в 1931—1932 — Московского передвижного театра, в 1932—1933 — Воскресенского театра, в 1933—1935 — Красноуральского драматического театра, в 1935 — летнего театра курорта «Курьи», в 1935—1936 — Бугурусланского театра, в 1936—1937 — Кировоградского театра, в 1937 — Костромского драматического театра, в 1937—1938 — Пермского драматического театра, в 1938—1939 — драматического театра в Нальчике.
С 1939 года — актёр Тамбовского драматического театра им. А. В. Луначарского. Выступал также как режиссёр-постановщик (спектакль «Угрюм-река» по одноимённому роману В. Я. Шишкова (1960)).
В 1945—1965 годах возглавлял Тамбовское отделение Всероссийского театрального общества (ныне Союз театральных деятелей Российской Федерации).
Член ВКП(б) с 1943 года.
Умер 6 февраля 1983 года в Кирове, где и похоронен.

### Семья
Жена — М. М. Марина, художник театрального костюма, заведующая костюмерным цехом театра. Дочь — Галина, артистка.

## Награды и звания
- Заслуженный артист РСФСР (1951)[4].
- Народный артист РСФСР (1954)
- Народный артист СССР (1975)
- Сталинская премия третьей степени (1952) — за исполнение роли Прокопыча в спектакле «В Лебяжьем» Д. П. Девятова

## Роли в театре
- «Последняя жертва» А. Н. Островского — Дергачёв
- «В степях Украины» А. Е. Корнейчука) — Редька
- «Двенадцатая ночь» У. Шекспира — Эндрю Эгьючик
- «Бесприданница» А. Н. Островского — Робинзон
- «Без вины виноватые» А. Н. Островского — Шмага
- «За тех, кто в море!» Б. А. Лавренёва — Андрей Николаевич Клобуков
- «Мещане» М. Горького — Перчихин
- «В Лебяжьем» Д. П. Девятова — Прокопыч
- «Родник в степи» Д. П. Девятова — Березин
- «Печать доверия» Н. В. Архангельского — Киселёв
- «Живой труп» Л. Н. Толстого — Фёдор Протасов
- «Анна Каренина» по Л. Н. Толстому — Каренин
- «Пучина» А. Н. Островского — Переярков
- «Тартюф» Мольера — Тартюф

## Фильмография

Мемориальная доска

- 1964 — Жили-были старик со старухой — Григорий Иванович Гусаков
- 1966 — Мечта моя —  Степаныч
- 1967 — Десятый шаг — Салтыков
- 1968 — … И снова май! — Учитель
- 1974 — Гнев — Илио Чеботару
- 1974 — Осенние грозы — эпизод

## Память
В Тамбове на доме № 2А по улице Максима Горького, где жил актёр, установлена мемориальная доска.